# György Frunda

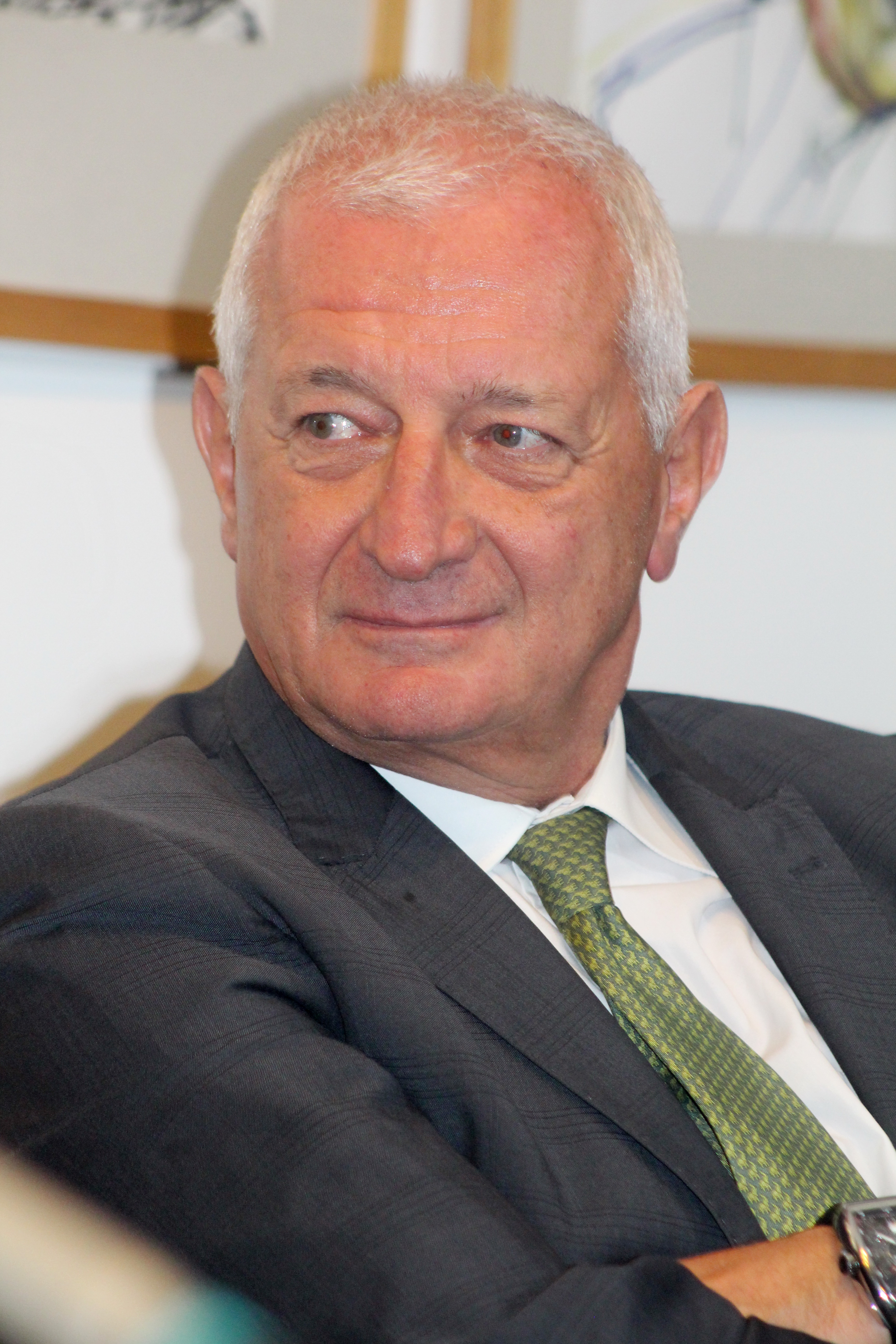
György Frunda (2017)

György Frunda (* 22. Juli 1951 in Târgu Mureș, Kreis Mureș) ist ein rumänischer Rechtsanwalt und Politiker der Demokratischen Union der Ungarn in Rumänien (UDMR), der Mitglied der Abgeordnetenkammer und des Senats war. Er kandidierte bei der Präsidentschaftswahl 1996 sowie der Präsidentschaftswahl 2000 jeweils erfolglos für die UDMR.

## Leben
György Frunda, der zur Minderheit der Magyaren in Rumänien gehört, besuchte von 1966 bis 1970 das „Alexandru Papiu-Ilarian“-Gymnasium in seiner Geburtsstadt Târgu Mureș besucht hatte, begann er ein Studium der Rechtswissenschaften an der Babeș-Bolyai-Universität Cluj, welches er 1974 beendete. Nach seiner Zulassung nahm er 1975 eine Tätigkeit als Rechtsanwalt in Târgu Mureș auf und wurde Mitglied der dortigen Anwaltskammer. Er trat 1990 der Demokratischen Union der Ungarn in Rumänien UDMR (Uniunea Democrată Maghiară din România) und wurde für diese bei der Parlamentswahl am 20. Mai 1990 im Wahlkreis „Nr. 28 Mureș“ zum Mitglied der Abgeordnetenkammer (Camera Deputaților) gewählt und gehörte dieser bis zum 5. Mai 1992 an. Während dieser Zeit war er Sekretär der Kommission für die Ausarbeitung der Verfassung sowie Mitglied des Rechtsausschusses. Zwischenzeitlich hatte er 1991 noch ein Aufbaustudium am Priesterseminar Salzburg absolviert.
Bei der 27. September 1992 wurde Frunda für die UDMR erstmals zum Mitglied des Senats und gehörte diesem nach seinen Wiederwahlen bei den Parlamentswahlen am 26. November 2000, am 28. November 2004 sowie am 30. November 2008 als Vertreter des Wahlkreises „Nr. 28 Mureș“ bis zum 18. Dezember 2012 an. Im Senat war er zwischen 1992 und 1996 zunächst stellvertretender Vorsitzender sowie im Anschluss von 1996 bis 2000 Sekretär des Rechtsausschusses. Während dieser Zeit wurde er des Weiteren 1993 Mitglied der Delegation des rumänischen Parlaments bei der Parlamentarischen Versammlung des Europarates und schloss sich dort als Mitglied der Fraktion der Europäischen Volkspartei an. 1995 wurde er Berichterstatter der Parlamentarischen Versammlung des Europarates für Litauen und war zwischen 1996 und 2012 Vizepräsident der Fraktion der Europäischen Volkspartei.
Bei der Präsidentschaftswahl 1996 kandidierte György Frunda für die UDMR für das Amt des Staatspräsidenten. Er belegte dabei im ersten Wahlgang am 3. November 1996 mit 761.411 Stimmen (6 Prozent) allerdings den vierten Platz unter 16 Kandidaten und verpasste damit die Stichwahl am 17. November 1996, die Emil Constantinescu von der Convenția Democrată Română mit 7.057.906 Stimmen (54,4 Prozent) gegen den bisherigen Präsidenten Ion Iliescu von der Partidul Democrației Sociale din România (5.914.579 Stimmen, 45,6 Prozent) gewann. Bei der darauf folgenden Präsidentschaftswahl 2000 kandidierte er erneut für die UDMR, und belegte dieses Mal im ersten Wahlgang am 26. November 2000 mit 696.989 Stimmen (6,2 Prozent) den fünften Platz unter zwölf Kandidaten. In der Stichwahl am 10. Dezember 2000 besiegte Ion Iliescu	von der Polul Democrat-Social din România mit 6.696.623	Stimmen (66,8 Prozent) den Zweitplatzierten Corneliu Vadim Tudor von der Partidul România Mare, auf den 3.324.247	Stimmen (33,2 Prozent) entfielen.
Im Senat war Frunda 2002 erstmals Vorsitzender des Ausschusses für Menschenrechte, Kulte und Minderheiten (Comisia pentru drepturile omului, culte şi minorităţi). Er engagiert sich zwischen 2002 und 2007 auch als Präsident des Rates der Gewerkschaftsvertreter der UDMR und wurde im Juni 2003 Berichterstatter des Europarats für Nationen, Minderheiten, Religion sowie 2004 Erster Vizepräsident der Monitoring-Kommission der Parlamentarischen Versammlung des Europarates. Für sein langjähriges bürgerschaftliches Engagement wurde ihm am 20. August 2004 das Großkreuz des Ungarischen Verdienstordens verliehen. In der Parlamentarischen Versammlung des Europarates fungierte er von 2004 bis 2008 als Präsident der rumänischen Delegation sowie als Präsident der Monitoring-Kommission und war ferner Mitglied der Ständigen Kommission, Mitglied der Kommission für Recht und Menschenrechte sowie Mitglied der Kommission für Umwelt, Landwirtschaft und territoriale Fragen der Parlamentarischen Versammlung des Europarates. Er war zudem Berichterstatter der Kommission für Recht und Menschenrechte zum Konzept der „Nation“, wobei die Parlamentarische Versammlung am 26. Januar 2006 die Empfehlung Nr. 1735 zum Begriff „Nation“ verabschiedete. Zuletzt war er im Senat vom 19. Dezember 2008 bis zu seinem Ausscheiden am 18. Dezember 2012 noch einmal Vorsitzender des Ausschusses für Menschenrechte, Kulte und Minderheiten und wurde zudem am 18. Mai 2011 Mitglied des Ausschusses für Rumänen im Ausland (Comisia Românilor de Pretutindeni).

## Veröffentlichung
- Drept minoritar, spaime naționale. György Frunda în dialog cu Elena Ștefoi, Bukarest, Kriterion, 1997, ISBN 973-26-0502-2

## Weblink
- Biografie: György Frunda. In: Homepage des Senats. Abgerufen am 13. Dezember 2024 (rumänisch).